# Джеррі Рафферті
Джеррі Рафферті (англ. Gerry Rafferty; 16 квітня 1947, Пейслі, Шотландія — 4 січня 2011) — британський співак та автор пісень у стилі фолк-рок, засновник гурту Stealers Wheel, найбільшим хітом якого стала пісня «Stuck in the Middle with You»(1973), що зробила його всесвітньо відомим і багатим, оскільки цю пісню часто грають на радіостанціях і донині.

## Біографія

### Ранні роки
Рафферті народився 16 квітня 1947 року в сім'ї робітників (ірландських католиків) у провулку Андервуд, м. Пейслі, син і онук шахтарів. Син Джозефа і Мері (Скеффінгтон) Рафферті, він мав двох братів, Джима і Джо (померли у 1988 році).
Рафферті виріс у державному будинку, що розташовувався біля міського парку Фергюслі, на вулиці Андервуд Лейн. Згодом здобув освіту в Академії св. Міріна. Його батько, алкоголік ірландського походження, був шахтарем і водієм вантажівки, який помер, коли Рафферті було 16 років. У дитинстві Рафферті почав захоплюватися ірландським та шотландським фольклорною музикою. Він згадував: «Мій батько був ірландцем, тому, коли я ріс у Пейслі, я чув усі ці пісні, коли мені було два чи три роки. Пісні на кшталт „She Moved Through the Fair“, яку чудово співала моя мати. І цілу низку ірландських та шотландських традиційних пісень». Під сильним впливом народної музики, а також «Бітлз» і Боба Ділана, Рафферті почав писати власні твори.

### Музична кар'єра
Його раннім музичним досвідом були католицькі церковні хорали, традиційна народна музика та популярна музика 1950-х років. У віці 21 року Рафферті почав професійно писати пісні як співак і гітарист, а також шукав можливості для публічних виступів. Тож у ранньому віці він заробляв на життя нелегальними на той час виступами в переходах лондонського метрополітену.
Наприкінці 1960-х він грав у біт-групі Fifth Column, а потім став третім учасником фолк-гурту The Humblebums, разом з Біллі Конноллі та Темом Гарві. Їхні живі виступи були досить популярними завдяки комедійному таланту Конноллі та поп-рок композиціям Рафферті, але їхні альбоми залишилися комерційно неуспішними. Разом зі своїм шкільним другом Джо Іґаном та іншими вони створили фолк-рок гурт Stealers Wheel у 1972 році, який називали британською відповіддю Crosby, Stills, Nash & Young. У 1973 році вони потрапили до першої десятки хітів з піснею Stuck in the Middle with You, яка вдруге потрапила до широкої аудиторії у фільмі Квентіна Тарантіно «Скажені пси» 1992 року. Кілька наступних альбомів не змогли розвинути цей комерційний успіх, незважаючи на потрапляння в Топ-200, і гурт розпався в 1975 році. Юридичні суперечки між музикантами тривали до 1978 року.

### Сольна кар'єра
Паралельно з цим Іґан та Рафферті працювали як сольні виконавці: у 1971 році Джеррі Рафферті випустив власний альбом під назвою «Can I Get My Money Back?» у співпраці з Іґаном; він не мав особливого комерційного успіху, незважаючи на мелодійні, запам'ятовуючі фолк-рокові пісні. Джеррі Рафферті здобув міжнародний успіх у 1978 році з платівкою City to City. Пісня Baker Street, яка вийшла у скороченому та переробленому вигляді, досягла найвищих позицій у світових хіт-парадах і спричинила подальше підняття альбому в чартах. Baker Street має одне з найвідоміших саксофонних соло в історії поп-року. Наступна платівка Night Owl потрапила до британського топ 20 у 1979 році, а сингл Get It Right Next Time — до британського топ 40, але загалом він не зміг зрівнятися з успіхом попереднього року.
Наступні релізи Джеррі Рафферті — включно з його визнаним критиками альбомом Snakes and Ladders (1980) — вже не були такими фінансово прибутковими, що збіглося з поглинанням лейблу Liberty-United Records лейблом EMI Records. Його альбом 1982 року Sleepwalking — знову виданий лейблом Liberty — безумовно, мав потенціал стати бестселером. Цей альбом, який отримав схвальні відгуки критиків, також рідше крутили радіостанції, ніж його попередні альбоми, після чого Рафферті заглибився у сімейну сферу. У 1983 році він написав пісню The Way It Always Starts для саундтреку британської комедії «Місцевий герой» з Бертом Ланкастером.
«Північ і Південь» (1988), здавалося, був ще одним поверненням. Однак американський ринок відреагував дуже обережно. Дедалі більше небажання Рафферті виступати наживо і його мовчазність у спілкуванні з пресою, ймовірно, зіграли свою роль; тим не менш, йому вдалося змінити лейбл на Polydor. Середній за темпом і нехарактерний для Рафферті кантрі-номер Don't Give Up on Me продовжував залишатися піснею, яку часто крутили на BBC Radio 2 з щедро спродюсованого альбому On a Wing and a Prayer (1992), включно з кількома піснями, де він возз'єднався з Джо Іганом з Stealer's Wheel як бек-вокаліст, а також майже возз'єднався через десять років з Біллі Конноллі (The Humblebums) на його альбомі Glasgow Accents (Stories and Songs). On a Wing and a Prayer продавався незадовільно, можливо, тому, що цей повністю оцифрований продукт був створений переважно для використання в навушниках і міг розкрити свою чарівність лише на старому аналоговому обладнанні. Брат Рафферті Джим також брав участь у записі альбому як бек-вокаліст, автор пісень і дизайнер альбому.
Примхлива і неоднозначна пісня Her Father Didn't Like Me Anyway (вперше видана на альбомі 1969 року The Humblebums) на альбомі 1994 року Over My Head мала помірний успіх, але не змогла зрівнятися з колишньою славою. «Над моєю головою» став першою невдачею Рафферті за довгий час. Його останніми спробами комерційного успіху були музично складний Another World (2000) та компіляція Please Sing a Song for Us (2004), які спочатку були доступні лише на сайті Джеррі Рафферті, що був закритий у 2006 році. Обкладинку альбому Another World створив Джон (Патрік) Бірн (John (Patrick) Byrne), який також створив обкладинки альбомів City to City, Night Owl і Snakes and Ladders, Can I Get My Money Back і перших двох альбомів Stealers Wheel.

### Останні роки
До 2005 року Рафферті жив на самоті у своєму будинку в Лондоні. Після нервового зриву, спричиненого надмірним вживанням алкоголю, він потрапив до реабілітаційного центру, якою опікується Церква Шотландії. У липні 2008 року він зняв номер у п'ятизірковому лондонському готелі і привернув до себе негативну увагу. 25 липня він був госпіталізований до лікарні Святого Томаса в Лондоні через проблеми з печінкою. З 1 серпня 2008 року співак вважався зниклим безвісти після того, як безслідно зник зі своєї лікарняної палати. До середини лютого 2009 року подибувала підозра про викрадення, яку BBC вдалося розвіяти; Рафферті весь цей час жив у заміському будинку в Тоскані, де працював над новим альбомом. Частина записів для поетичного альбому «Інший світ» (анг. Another World), який вийшов на CD лише у 2003 році делюксовим накладом у 15 000 копій по всьому світу, вже була зроблена в Тоскані та на карибському острові Барбадос. Новий альбом Life Goes On вийшов 27 листопада 2009 року. Він містить нові записи пісень з попередніх трьох альбомів, а також нові пісні, але не виключно з-під пера Рафферті, такі як кавер на Бітлз з альбому Abbey Road або деякі різдвяні пісні (в тому числі Silent Night).

### Смерть
У листопаді 2010 року Рафферті потрапив до Королівської лікарні Борнмута, де його підключили до апарату життєзабезпечення і лікували від поліорганної недостатності. Після того, як його відключили від апарату життєзабезпечення, Рафферті на короткий час прийшов до тями, і лікарі вважали, що він може одужати. Рафферті помер від печінкової недостатності в будинку своєї дочки Марти в Страуді, Глостершир, 4 січня 2011 року, у віці 63 років.

### Заповіт та судовий конфлікт щодо спадщини
У жовтні 2011 року ЗМІ повідомили, що найближчі родичі Рафферті стали бенефіціарами його майна вартістю 1,25 мільйона фунтів стерлінгів. Рафферті, очевидно, не змінив свій заповіт після зустрічі з Ензіною Фускіні в 2008 році і не залишив їй нічого. Пізніше повідомлялося, що Фускіні програла свою справу і їй було присуджено 75 000 фунтів стерлінгів судових витрат.

## Дискографія
- 1971: Can I Have My Money Back
- 1978: City to City
- 1979: Night Owl
- 1980: Snakes and Ladders
- 1982:Sleepwalking
- 1988: North and South
- 1991: Right Down The Line: The Very Best of Gerry Rafferty
- 1992: On a Wing and a Prayer
- 1994: Over My Head
- 1995: One More Dream: The Very Best of Gerry Rafferty Gold
- 2000: Another World
- 2006: Days Gone Down: The Anthology: 1970—1982

## Вшанування пам'яті
Газети друкували розлогі некрологи співака; в Ґардіані Майкл Грей описав довгу спіраль падіння Рафферті до алкоголізму, а некролог на одну сторінку в Таймс підсумував його кар'єру в більш схвальному дусі: «Окрім того, що Джеррі Рафферті був талановитим співаком, який свого часу поклав до своїх ніг увесь поп-світ, він також був неперевершеним автором пісень, обдарованим чутливістю та заздрості гідний мелодійним чуттям, яке в найкращих своїх проявах нагадувало Пола МакКартні».
Інші артисти також висловили шану Рафферті: комік і колишній учасник гурту Біллі Конноллі назвав його «надзвичайно талановитим автором пісень і співаком, якого буде дуже не вистачати», а музикант Том Робінсон сказав: «Його рання робота зі Stealers Wheel надихнула ціле покоління музикантів у 70-х роках, включно зі мною». Виступаючи після похорону, Чарлі Рід з The Proclaimers відзначив, що «Джеррі Рафферті був дуже талановитим музикантом, і я гадаю, що це один з небагатьох людей, які дійсно успішно балансували між музикою фольклорною та популярною. Йому це вдавалося славно, через що віднаходила всебічна слава». Барбара Діксон також віддала шану своєму другові, якого вона описала як «яскравого, славного шотландського музиканта». Фінбар Ф'юрі, який знав Рафферті понад 40 років, сказав, що він «був артист геть іншої площини. Йому не було відомо, наскільки він хороший. Джеррі був одним з найталановитіших музикантів і співаків, яких я коли-небудь знав, але він повністю недооцінював власний талант. Це була дуже скромна людина».
Реакція молодих виконавців свідчить про те, що музика Рафферті надихнула нове покоління шанувальників. Невдовзі після звістки про смерть співака Лілі Аллен написала у Твіттері повідомлення «Спочивай з миром, Джеррі Р.» з відеопосиланням на пісню «Right Down the Line», яка вважається однією з її найулюбленіших музичних композицій. Зірка електропопу Еллі Джексон описала «Right Down the Line» як «мій улюблений трек усіх часів. Він змушує мене думати про дім, та відчувати ностальгію, щастя».
У листопаді 2012 року рідне місто Рафферті, Пейслі, вшанувало пам'ять співака, назвавши вулицю в районі Шортрудс «Джеррі Рафферті Драйв». Гордон Лорі, директор житлового об'єднання, що стоїть за проєктом, прокоментував це рішення: «Це гідна данина пам'яті геніальному музиканту, який прожив ради музики».
У січні 2013 року BBC Radio 2 повторно транслювала програму 2012 року «Bring It All Home — Gerry Rafferty Remembered», яка була записана наживо на фестивалі Celtic Connections у Глазго і яку вів Рікі Росс. У записі взяли участь Раб Ноакс, The Proclaimers, Барбара Діксон, Рон Сексміт, Джек Брюс, Пол Брейді, Емма Поллок, Джеймс Вінсент МакМорроу і Бетсі Кук. Також були представлені гітарист Рафферті Г'ю Бернс, мультиінструменталіст Грем Прескетт і саксофоніст Мел Коллінз.
У жовтні 2013 року Пітер Кемерон випустив біографію Рафферті під назвою «Застрягши посередині з Джеррі Рафферті» (анг. Stuck in the Middle with Gerry Rafferty), опубліковану незалежним видавництвом Linn.